# Râul Secu, Baia
Râul Secu este un curs de apă, afluent al râului Baia. 